# Rob-B-Hood
Rob-B-Hood (Originaltitel chinesisch 寶貝計劃 / 宝贝计划, Pinyin Bǎobèi jìhuà, Jyutping Bou2bui3 gai3waak6, Yale Bō Bui Gai Wak – „Projekt Schatz, Operation Schatz“) ist eine Direct-to-DVD-Action-Komödie des Regisseurs Benny Chan aus dem Jahr 2006.

## Handlung
Fong und Octopus sind professionelle Einbrecher. Die Aufträge bekommen sie von ihrem Vermieter. Smart und ideenreich steigen sie in der Nacht quasi in jedes Haus ein und knacken jeden Safe. Doch dann erhalten sie einen Auftrag, der ihr ganzes Leben verändern soll. Ihre Gage für diesen Coup beträgt sieben Millionen Hong-Kong-Dollar. Ohne zu wissen, was sie tun sollen, sagen sie zu.
Als sie jedoch an ihrem Ziel ankommen, merken sie, dass sie einen Säugling entführen sollen, was Fong und Octopus gar nicht gefällt, da sie Einbrecher und keine Entführer sind.
Als der Vermieter von der Polizei geschnappt wird, verstecken sie den Säugling für eine Zeit in ihrer Wohnung. Um den Kleinen richtig zu versorgen, müssen sie lernen zu stillen und zu wickeln. Doch das neue Glück scheint nicht lange zu halten, denn der eigentliche Auftraggeber findet den Aufenthaltsort des Babys heraus und will es wiederhaben. Doch Fong und Octopus scheinen in ihrer Vaterrolle so hineingewachsen zu sein, dass sie sich mit den Killern des Oberbosses anlegen.

## Hintergrund
Jackie Chan wollte mit diesem Film sein nettes Image loswerden und endlich auch mal einen Bösewicht spielen. Die Idee für Rob-B-Hood stammte von Chan selbst. Das Budget betrug geschätzte 16,8 Millionen US-Dollar.
Der Film beinhaltet zahlreiche Cameo-Auftritte bekannter Stars aus dem Hong-Kong-Kino. So treten beispielsweise Yuen Biao als Polizist (Inspektor Steve Mok), Daniel Wu  (Daniel) und Nicholas Tse (Nicholas) als Wachmann und Fahrer des Geldtransporters und Charlene Choi als Bak Yin, Octopus vernachlässigte schwangere Frau, auf.
Bei den Hong Kong Film Awards war Rob-B-Hood in den Kategorien Beste Action-Choreographie und Bester Nachwuchsschauspieler (Matthew Medvedev) nominiert.
Rob-B-Hood erlebte seine Premiere am 8. September 2006 bei den Internationalen Filmfestspielen von Venedig. Am 29. September 2006 wurde er in Hongkong veröffentlicht, wo er insgesamt über 23 Millionen Hongkong-Dollar einspielte (dies entspricht etwa 2,9 Millionen US-Dollar). Weltweit beliefen sich die Einnahmen auf rund 20,4 Millionen US-Dollar. In Deutschland erschien der Film am 28. September 2007 auf DVD und am 28. Oktober 2008 auf Blu-ray, jeweils in gekürzten Kinofassung. Am 11. September 2009 lief Rob-B-Hood erstmals im deutschen Fernsehen auf ProSieben.

## Kritik
„Solide, familienorientierte Actionkomödie mit wenig origineller Grundidee, die aber aufgepeppt wird durch klasse Action- und Stunteinlagen von Jackie Chan und seinem Team (inkl.  Yuen Biao).“